# Psychologische stagnatie
Psychologische stagnatie is een verschijnsel waar mensen tijdens de laatste jaren van hun leven mee te maken kunnen krijgen. Het wordt door Erikson gedefinieerd als het conflict tussen generativiteit en stagnatie. Stagnatie wil zeggen dat er nergens op de wereld een product is van je identiteit, bijvoorbeeld nageslacht, werk of liefde. De mogelijke gevolgen zijn depressies, eenzaamheid, zelfmoordneigingen en enkel aandacht voor materiële dingen.